# Actinodura egertoni
Actinodura egertoni là một loài chim trong họ Leiothrichidae.